# جولیانا پائس
جولیانا پائس (به انگلیسی: Juliana Paes) (زاده ۲۶ مارس ۱۹۷۹) بازیگر، مدل برزیلی است.